# پوشه چرمی
پوشه چرمی (نام علمی: Sclerochloa dura) نام یک گونه از سرده پوشه چرمی است.